# Wem-Yiri
Wem-Yiri, également orthographié Wemyiri ou Ouem-Yiri, est une localité située dans le département de Tanghin-Dassouri de la province du Kadiogo dans la région Centre au Burkina Faso.

## Géographie
Le village est, tout comme Douré et Tambétin, administrativement rattaché à Nabitinga-2.

## Santé et éducation
Le centre de soins le plus proche de Wem-Yiri est le centre médical (CM) de Tanghin-Dassouri tandis que les hôpitaux se trouvent à Ouagadougou.
Le village possède un centre d'alphabétisation.